# Симон ван дер Мер
Симон ван дер Мер (нід. Simon van der Meer; нар. 24 листопада 1925, Гаага, Голландія) — голландський фізик, лауреат Нобелівської премії з фізики 1984 р., разом з Карлом Руббіа, «За вирішальний внесок у великий проєкт, здійснення якого привело до відкриття квантів поля W й Z - носіїв слабкої взаємодії».

## Біографія
Голландський фізик й інженер Симон ван дер Мер народився 24 листопада 1925. у Гаазі в родині шкільного вчителя. Батьки високо цінували знання і ціною матеріальних жертв дали дітям добру освіту. Мер навчався в місцевій гімназії і склав випускні іспити 1943 р., коли Голландія була окупована німцями під час другої світової війни. Через те, що німці закрили голландські університети, Мер ще два роки вивчав гуманітарні дисципліни в гімназії. Але його інтерес до фізики неухильно зростав. Улюбленим його заняттям стала електроніка. У будинку Мерів з кожним днем ставало більше різних пристроїв і пристосувань, сконструйованих ним власноручно. По закінченні війни Мер вступив до технічного коледжу в Делфті, спеціалізуючись з «контрольно-вимірювальних пристроїв» і 1952 р. закінчив його з дипломом інженера. Того ж року Мер став працівником у Науково-дослідній лабораторії фірми «Філіпс» в Ейндговені і взяв участь у створенні електронного мікроскопа та високовольтного устаткування. 1956 р. він перейшов до Європейського центру ядерних досліджень (ЦЕРН), створеного двома роками раніше як консорціум 13 європейських країн.

## Дослідження
У ЦЕРНі Мер спочатку працював над технічним проєктом прискорювача часточок – протонного синхротрона. Виявивши особливий інтерес до проблем керування пучками часток, Мер витратив декілька років на винахід пульсивного пристрою, який він назвав «нейтринним рогом». Цей пристрій призначався для підвищення інтенсивності потоків нейтринно-елементарних частинок, які не мають електричного заряду і майже позбавлені маси. Нейтрин випромінюються разом з іншими частинками в таких реакціях, як бета-розпад (випромінювання електронів радіоактивних ядер). 1965 р. Мер спроєктував невелике кільце-накопичувач (пристрій, що давав можливість за допомогою електромагнітних полів утримувати заряджені частинки, змушуючи їх циркулювати кільцем). Їх використовували в експериментах з вимірювання магнітних властивостей мюона – частинки, аналогічної електронові, але набагато важчої і спочатку виявленої в космічних променях. Від 1967 до 1976 р. Мер відповідав за живлення керувальних магнітів кілець-накопичувачів, що перетинаються, в ЦЕРНі та суперпротонного синхротрона на 400 млрд. електронвольт. Мерові й Руббіа було присуджено Нобелівську премію з фізики 1984 р. «за вирішальний внесок у великий проєкт, здійснення якого призвело до відкриття польових часток W- і Z-посередників слабкої взаємодії». Експериментальне відкриття квантів слабкої взаємодії було з ентузіазмом сприйнято в усьому світі як одне з найважливіших досягнень ХХстоліття.